# Sufczyn (Mazovie)
Pour les articles homonymes, voir Sufczyn.
Sufczyn (prononciation : [ˈsuft͡ʂɨn]) est un village polonais de la gmina de Kołbiel dans le powiat d'Otwock de la voïvodie de Mazovie dans le centre-est de la Pologne.
Il se situe à environ 5 kilomètres au sud-est de Kołbiel (siège de la gmina), 20 kilomètres au sud-est d'Otwock (siège du powiat) et à 41 kilomètres au sud-est de Varsovie (capitale de la Pologne).
Le village compte approximativement une population de 308 habitants en 2010.

## Histoire
De 1975 à 1998, le village appartenait administrativement à la voïvodie de Siedlce.